# バイコイ
バイコイ（ルーマニア語: Băicoi）は、ルーマニアのプラホヴァ県に位置する町。プロイェシュティ-クンピナ間の駅があるフロレシュティの近郊で、北緯45度線に近い。ドゥンプ、リリエシュティ、スケラ、トゥフェニ、ツィンテアの五村から成る。
地名はクマン人を意味するBaicuが転じたとの説が有力である。